# سبيرخيادا
سبيركياس (Σπερχειάς) هي مدينة في فثيوتيس في مقاطعة كينتريكي إلادا في اليونان.